# Can Planas (Sant Gregori)
Can Planas és una masia del municipi de Sant Gregori (Gironès) protegida com a bé cultural d'interès local.

## Descripció
Edificació de planta rectangular, desenvolupada en planta baixa i pis. Les parets portants són de maçoneria amb carreus a les cantonades i emmarcant les obertures. La coberta és de teula àrab a dues vessants. El cos principal té una ala adossada a la banda esquerra. La façana principal presenta una porta dovellada, hi ha una altra porta amb brancals i llinda de carreus bisellats. Les tres finestres del pis també estan emmarcades amb carreus bisellats i ampit emmotllurat que descansa sobre grossos carreus. L'interior del cos original s'estructura en tres crugies perpendiculars a la façana principal, a la banda esquerra hi ha una quarta crugia amb sostre de volta de rajola.

## Història
La llinda d'una de les finestres del primer pis duu l'any 1627.